# Monica Proietti
Pour les articles homonymes, voir Monica la mitraillette et Proietti.
Monica Proietti (Montréal, 25 février 1940 - Montréal, 19 septembre 1967), mieux connue sous le nom de « Monica la mitraille », était voleuse de banques et héroïne populaire. L'auteur Georges-Hébert Germain, auteur d’un roman biographique paru en 1997, changea son nom en « Sparvieri », à la suite de l'insistance de l’oncle Antonio qui tenait à ce que le nom des Proietti ne fut pas sali par les activités de la nièce.

## Biographie
Elle était issue d’une famille pauvre de Montréal d’origine italienne dont plusieurs membres étaient impliqués dans le crime d’une manière ou d’une autre. Sa grand-mère fut condamnée à la prison pour recel et on allégua que celle-ci dirigeait une école du crime pour les enfants du « Red Light », un quartier malfamé de Montréal, aujourd’hui disparu. À dix-sept ans en 1956, Monica la mitraille Proietti épousa Anthony Smith, un gangster écossais âgé de 33 ans, duquel elle eut deux enfants. Smith fut déporté du Canada en 1962, comme il l’avait été des États-Unis quelques années plus tôt. Elle s’amouracha alors du truand  Viateur Tessier, mais ce dernier fut emprisonné en 1966 pour vol à main armée. Elle s’appelait maintenant « Monique Tessier ».
Les membres de son gang incluaient Gérald Lelièvre et son frère Robert, qui fit la manchette en 1984 lorsqu’il fut tué par la détonation d’une bombe dans un appartement au nord du boulevard de Maisonneuve, entre les rues Guy et Saint-Mathieu, dans le centre-ville de Montréal, en compagnie de trois autres individus. Des soupçons pesaient sur les victimes dans le meurtre de Frank Peter « Dunie » Ryan, le chef du « gang de l’ouest ».
Monica Proietti et ses comparses firent irruption au cours de sa carrière dans plus de vingt banques, principalement des Caisses populaires, où ils dérobèrent plus de 100 000 $ à la pointe du fusil. Le 19 septembre 1967, elle mourut par balles à l'âge de 27 ans à la suite d'une poursuite policière à haute vitesse dans les rues de Montréal-Nord à bord d’une Plymouth Fury Sedan 1965. Ce dernier vol devait lui servir à se retirer en Floride où elle aurait mené une vie plus calme avec ses enfants.
En 1968, au cours des quelques mois suivant la mort de Monica  Proietti, Michel Conte écrivit avec Robert Gauthier une comédie musicale basée sur la vie de la criminelle (voir Monica la mitraille, la comédie musicale).
Un film sorti en 2004 portant le titre de Monica la mitraille a été tiré du livre Souvenirs de Monica de Georges-Hébert Germain paru en 1997. De pair avec la sortie du film, la prose de Germain a été publiée de nouveau en portant cette fois le titre de l’œuvre cinématographique, la publicité de l’une renforçant celle de l’autre.
Un article de Janet Bagnall dans la Montreal Gazette mentionne Richard Blass, bandit célèbre mort par balles en 1975, au titre d’amant de Monica et encore que son protecteur aurait été Roger Provençal, dévoué au trafic des stupéfiants. Cet article est le compte rendu d’une entrevue avec le romancier Germain au sujet des Souvenirs de Monica et leur seconde parution en 2004 sous le titre de Monica la mitraille. Michel Lamarche rapporte, dans un article contemporain de la mort de Monica la mitraille, que « son « kick », c’était de se promener dans le quartier avec un revolver dans son soutien-gorge. »

## Surnoms de Monica Proietti
Monica Proietti fut donc connue, nommée par les médias, ou adopta tour à tour les surnoms de « Machine-gun Molly », « Mme Anthony Smith », « Molly la mitraille », « Molly la mitraillette », « Monica la mitraille », « Monique Smith », « Monique Tessier » et ce dernier en date, « Monique » ou « Monica Sparvieri », inventé par un romancier.